# School-Live!
School-Live! (がっこうぐらし！, Gakkō gurashi!) est un seinen manga écrit par Norimitsu Kaihō et dessiné par Sadoru Chiba. Il est prépublié de mai 2012 à novembre 2019 dans le magazine Manga Time Kirara Forward et édité en volumes reliés depuis décembre 2012 par Hōbunsha. En France, la série est publiée par Meian à partir de décembre 2024.
Une adaptation en anime produite par le studio Lerche est diffusée entre juillet et septembre 2015 sur Tokyo MX au Japon et en simulcast sur Crunchyroll dans les pays francophones.

## Synopsis
Dans un univers mêlant "moe" et "horreur", nous suivons le quotidien tragique de quatre élèves nommées Yuki, Yuuri, Miki et Kurumi dans une école. Du jour au lendemain, une épidémie causée par une arme biologique transforme la quasi-totalité de la population en zombies. Les quatre filles vont alors devoir survivre dans l'enceinte de l'école, alors que l'aînée du groupe, Yuki, souffre d'un trouble mental qui lui fait voir le monde autrement : pour elle, la catastrophe ne s'est pas passée et continue une vie normale de lycéenne, et suit des cours avec différents professeurs, notamment Megumi.

## Personnages
Yuki Takeya (丈槍 由紀, Takeya Yuki)
Voix japonaise : Inori Minase
Kurumi Ebisuzawa (恵飛須沢 胡桃, Ebisuzawa Kurumi)
Voix japonaise : Ari Ozawa
Yūri Wakasa (若狭 悠里, Wakasa Yūri)
Voix japonaise : M.A.O
Miki Naoki (直樹 美紀, Naoki Miki)
Voix japonaise : Rie Takahashi
Megumi Sakura (佐倉 慈, Sakura Megumi)
Voix japonaise : Ai Kayano
Kei Shidō (祠堂 圭, Shidō Kei)
Voix japonaise : Juri Kimura
Tarōmaru (太郎丸)
Voix japonaise : Emiri Katō
Rū-chan (るうちゃん)
Shîko Aosoi (青襲 椎子, Aosoi Shīko)

## Manga
Le manga School-Live! est écrit par Norimitsu Kaihō et dessiné par Sadoru Chiba. Le premier chapitre est prépublié le 25 mai 2012 dans le magazine Manga Time Kirara Forward. Le premier volume relié est publié par Hōbunsha le 12 décembre 2012, et douze tomes sont commercialisés au 10 janvier 2020. Norimitsu Kaihō et Sadoru Chiba ont également fait une suite nommée School-Live! Letters qui a été également publiée dans le magazine Manga Time Kirara Forward du 24 juin 2020 au 24 août 2021,.
En fin novembre 2024, la maison d'édition Meian annonce la publication francophone des tomes de School-Live! à partir du 20 décembre 2024 avec les deux premiers tomes.

### Liste des volumes
| no | Japonais         | Japonais          | Français         | Français          |
| no | Date de sortie   | ISBN              | Date de sortie   | ISBN              |
| -- | ---------------- | ----------------- | ---------------- | ----------------- |
| 1  | 12 décembre 2012 | 978-4-8322-4236-4 | 20 décembre 2024 | 978-2-38503-599-0 |
| 2  | 12 juin 2013     | 978-4-8322-4309-5 | 20 décembre 2024 | 978-2-38503-600-3 |
| 3  | 12 décembre 2013 | 978-4-8322-4378-1 | 18 avril 2025    | 978-2-38503-601-0 |
| 4  | 11 juillet 2014  | 978-4-8322-4462-7 | 18 avril 2025    | 978-2-38503-602-7 |
| 5  | 12 mars 2015     | 978-4-8322-4538-9 |                  |                   |
| 6  | 11 août 2015     | 978-4-8322-4603-4 |                  |                   |
| 7  | 12 janvier 2016  | 978-4-8322-4653-9 |                  |                   |
| 8  | 10 août 2016     | 978-4-8322-4730-7 |                  |                   |
| 9  | 11 mars 2017     | 978-4-8322-4813-7 |                  |                   |
| 10 | 12 juin 2018     | 978-4-8322-4952-3 |                  |                   |
| 11 | 12 janvier 2019  | 978-4-8322-7057-2 |                  |                   |
| 12 | 10 janvier 2020  | 978-4-8322-7148-7 |                  |                   |

## Anime
L'adaptation en anime est annoncée en juin 2014. La série est réalisée au sein du studio Lerche par Masaomi Ando, sur un scénario de Norimitsu Kaihō. La série est diffusée initialement à partir du 9 juillet 2015 sur Tokyo MX au Japon et en simulcast sur Crunchyroll dans les pays francophones.

### Liste des épisodes
| No | Titre en français | Titre original      | Date de 1re diffusion |
| -- | ----------------- | ------------------- | --------------------- |
| 1  | Le commencement   | はじまり Hajimari   | 9 juillet 2015        |
| 2  | Souvenirs         | おもいで Omoide     | 16 juillet 2015       |
| 3  | Ce jour-là        | あのとき Ano toki   | 23 juillet 2015       |
| 4  | Excursion         | えんそく Ensoku     | 30 juillet 2015       |
| 5  | La rencontre      | であい Deai         | 6 août 2015           |
| 6  | Bienvenue         | ようこそ Yōkoso     | 13 août 2015          |
| 7  | La lettre         | おてがみ Otegami    | 20 août 2015          |
| 8  | L'avenir          | しょうらい Shōrai   | 27 août 2015          |
| 9  | Jour de repos     | きゅうじつ Kyūjitsu | 3 septembre 2015      |
| 10 | Jour de pluie     | あめのひ Ame no hi  | 10 septembre 2015     |
| 11 | Cicatrices        | きずあと Kizuato    | 17 septembre 2015     |
| 12 | Diplômées         | そつぎょう Sotsugyō | 24 septembre 2015     |

### Musique
Générique de début
Friend Shitai (ふ・れ・ん・ど・し・た・い, Furendo Shitai) de Gakuen Seikatsu-bu (Inori Minase, Ari Ozawa, M.A.O et Rie Takahashi)
Générique de fin
Harmonize Clover (ハーモナイズ・クローバー, Hāmonaizu Kurōbā) de Maon Kurosaki

### Œuvre

#### Édition française
1. 1 2  « School-Live! - Tome 01 », sur Meian (consulté le 4 décembre 2024)
2. 1 2  « School-Live! - Tome 02 », sur Meian (consulté le 4 décembre 2024)
3. 1 2  « School-Live! - Tome 03 », sur Meian (consulté le 4 décembre 2024)
4. 1 2  « School-Live! - Tome 04 », sur Meian (consulté le 4 décembre 2024)